# Syrphoctonus altithronus
Syrphoctonus altithronus är en stekelart som beskrevs av Pierre L. G. Benoit 1965. Syrphoctonus altithronus ingår i släktet Syrphoctonus och familjen brokparasitsteklar. Inga underarter finns listade i Catalogue of Life.